# Трифун Пановски
Трифун Георгиев Пановски е югославски партизанин и деец на НОВМ.

## Биография
Роден е на 1 февруари 1912 година в леринското село Буф. По-късно се премества с родителите си в Битоля. Там в периода 1932-1934 година учи в местната гимназия. След това заминава за Белград, където учи в Медицинския факултет на Белградския университет. Става лекар в Ниш. 
При освобождението на Вардарска Македония през 1941 година е активен участник в българската обществена дейност в града. Включва се в дейността на българското читалище „Дамян Груев“ и е негов съосновател и подпредседател.
През 1942 година влиза в ЮКП. Започва да подкрепя партизанското движение, като събира медикаменти, храна, муниции, оръжие и други. Арестуван е на 20 април 1942 година и интерниран в България, откъдето е освободен на 22 юли 1943 година. От есента на същата година става бригаден лекар на първа македонска ударна бригада. Убит е от мина на 22 юли 1944 година в село Буринец.